# Luis Miranda de Villafañe
Luis Miranda de Villafañe (Plasencia, Cáceres, primeros años del siglo XVI - c. 1575) fue un dramaturgo, soldado, clérigo y poeta español.

## Biografía

### Primeros años
No se sabe con certeza la fecha de nacimiento. Prototipo de clérigo-conquistador aventurero, primer pena militó en los tercios españoles que peleaban en Francia e Italia y después, desengañado, abrazó el estado clerical para servir a Dios y a los hombres (a su manera), en las tierras orientales del continente suramericano, donde también cultivó la comedia y dejó valiosas muestras de su estilo poético.
Luis Miranda de Villafañe nació en los primeros años del siglo XVI y era hijo de Antonio de Miranda y Catalina Álvarez de Villafañe. Participó con las tropas imperiales en las guerras contra Francia e Italia, y en agosto de 1535 embarcó para el Río de la Plata en la expedición del adelantado Pedro de Mendoza, quien tras la fundación de Buenos Aires, donde Miranda ofició la primera misa, lo dejó de cura en un pueblo que habían fundado junto al río de los Navíos. 
Cuando Pedro de Mendoza murió en un naufragio en viaje hacia España, Miranda, aburrido de las tareas sacerdotales en aquel precario pueblo, se enroló en 1537 en la expedición de Ruiz Galán para explorar el Paraná y, una vez fundado Corpus Christi, se asentó como párroco de este pueblo.

### Misas y enredos de faldas
Pero otra vez el tedio hacía mella en su espíritu y dejando su iglesia pueblerina marchó a Buenos Aires para regentar la parroquia porteña del Espíritu Santo, donde la reducida superficie del confesionario de aquella iglesia le proporcionaría demasiados lances idílicos y sobrados quebraderos de cabeza, ya que a las jóvenes parroquianas en vez de adoctrinarlas en la Santa Religión, las persuadía para que fueran sus amantes.
Y por estas repetidas aficiones amorosas, estando regentando esta parroquia tuvo serios enfrentamientos con un marido burlado, un tal Diego de los Reyes, y varios escándalos más lo obligaron a abandonar en 1541 la parroquia de Buenos Aires e integrarse en las expediciones del gobernador Álvar Núñez Cabeza de Vaca para explorar el río Paraguay y conquistar a las tribus ribereñas.

### Luchas por el poder
La amistad entre Miranda de Villafañe y Álvar Núñez Cabeza de Vaca databa de la temporada en que habían estado juntos en diferentes exploraciones por aquellas tierras. Álvar Núñez era justo con el respeto que se debía guardarse a los indios y práctico con los soldados que le acompañaban, ya que pregonaba que el conquistador, en vez de ser codicioso y buscar metales preciosos para enriquecerse, tenía que domar la tierra americana, regarla con el sudor de su esfuerzo, sembrarla y vivir de lo que pudiera cosechar, para así alcanzar el autosustento con aquella tierra y la riqueza buscada.
Pero esta doctrina ni la admitían la mayoría de los soldados, ni el capitán Domingo Martínez de Irala, quien, buscando hacerse con el mando de territorio paraguayo, desacreditaba a Cabeza de Vaca y predisponía a los colonos españoles para que lo desobedecieran rechazando la autoridad del gobernador, sobre todo en los proyectos de organizar la colonización del territorio en forma tan peculiar. Al fin, las oscuras maniobras de Irala surtieron su efecto y llevaron a prisión a Cabeza de Vaca.

### Incendio de Asunción y últimos años
Como Miranda de Villafañe era muy amigo de Cabeza de Vaca y partidario de su forma de enfocar la colonización del territorio paraguayo, en una noche de 1544 prendió fuego a unas casas en la ciudad paraguaya de Asunción para que pudiera escapar Cabeza de Vaca. Pronto se supo quién fue el autor y las autoridades de Asunción le condenaron a ocho meses de prisión. Estos y otros sucesos similares le reportaron fama de "hombre de muy poco sosiego".
En la cárcel de Asunción dirigió una carta al rey (25-III-1545) en que exponía su visión particular de la forma colonizadora y del amañado conflicto que había derrocado a Cabeza de Vaca, además de su insólita decisión de ayudarlo con la fogata que peligrosamente consumió algunas casas del vecindario. Tras cumplir la pena se cree que regresó a España y retornó posteriormente al Paraguay, puesto que en 1570 residía en esta comarca, según se desprende de otro escrito, fechado aquel año y también en Asunción, en el que su coterráneo el arcediano Martín del Barco Centenera lo recomendaba al Consejo de Indias para la provisión de cargos como docto y de buena vida y mucho servicio en la tierra.

## Su obra literaria
Compuso Comedia Pródiga (Sevilla, 1554). En ella se representa la aventura lejos de su tierra de dos amigos, Prógdigo y Felisero; el primero acaba moralmente destruido, el otro se desengaña y opta por hacerse ermitaño. A continuación del texto hay un poema a la muerte de su amigo Villalba.
La Comedia Pródiga es muy singular: posee personajes de más baja condición, un estilo medio y un final feliz y consta de más de dos mil versos repartidos en siete actos, con gran variedad argumental, aunque el tema central es la parábola bíblica de El hijo pródigo: un joven pide a su padre su parte de la hacienda y se marcha con dos soldados rufianescos y termina dilapidando bienes y honra. Pero se incluyen varios cuadros de la vida española de la época: ambientes rufianescos y prostibularios, por ejemplo, de tradición celestinesca, con cierta intención crítica y de denuncia moral sobre la corrupción de los soldados regresados de los Tercios, la venalidad de la justicia, etcétera. Posiblemente fuera rerpesentada en la ciudad de Plasencia y se muestra como un teatro semiculto, síntesis de la tradición popular y la de ciertos ambientes escolares y eruditos.
Pero Luis Miranda de Villafañe, además de tener sensibilidad para entender las razones solidarias y el sistema colonizador de Cabeza de Vaca, también la tenía para adentrarse en los recovecos del romance indiano como lo ha calificado algún autor, y ese placentino de vida turbulenta dejó testimonio sobre las calamidades sufridas en la conquista del Paraguay y algunas rimas más sobre temas que entonces eran de actualidad, como las dedicadas a la muerte su amigo y coterráneo Ñuflo de Chaves, el fundador de Santa Cruz de la Sierra en Bolivia. En este grupo destaca especialmente su Romance o Romance elegíaco (hacia 1540), 136 versos octosílabos de pie quebrado organizados en cuartetas de rima consonante encadenada. Trata sobre la conquista del Río de la Plata y es considerado la primera composición literaria rioplatense. Describe las penurias, el hambre, la antropofagia y la muerte de ese primer y desafortunado asentamiento en la región; también es uno de los primeros poemas que habla del Paraguay. 

“…Jamás fue cosa pensada:

y cuando no nos catamos

de dos mil aún no quedamos

en doscientos.

Por los malos tratamientos,

muchos buenos acabaron
 
y otros los indios mataron

en un punto.

Lo que más que aquesto junto

nos causó ruina tamaña

fue la hambre más extraña…”